# Munții Semenic - Cheile Carașului
Munții Semenic - Cheile Carașului este o arie protejată (arie de protecție specială avifaunistică — SPA) din România întinsă pe o suprafață de 36.213,5 ha, integral pe uscat.

## Localizare
Situl se întinde pe teritoriul administrativ al orașului Anina, pe cel al municipiului Reșița și pe cele ale comunelor Bozovici, Carașova, Goruia, Prigor, Teregova și Văliug din județul Caraș-Severin. Centrul sitului Munții Semenic - Cheile Carașului este situat la coordonatele 45°08′33″N 21°58′36″E / 45.142464°N 21.976703°E.

## Înființare
Situl Munții Semenic - Cheile Carașului a fost declarat arie de protecție specială avifaunistică (ROSPA0086) în octombrie 2007 pentru a proteja 19 specii de animale. Situl se suprapune cu ariile naturale: Buhui - Mărghitaș, Cheile Gârliștei, Izvoarele Nerei, Parcul Național Cheile Nerei - Beușnița, Parcul Național Semenic - Cheile Carașului, Peștera Buhui, Peștera Comarnic și Peștera Popovăț.

## Biodiversitate
Situată în ecoregiunea continentală, aria protejată nu include niciun habitat protejat.
La baza desemnării sitului se află mai multe specii protejate de  păsări (19): acvilă de munte (Aquila chrysaetos), cocoșul de mesteacăn (Bonasa bonasia), buha (Bubo bubo), caprimulg (Caprimulgus europaeus), șerpar (Circaetus gallicus), corb (Corvus corax), ciocănitoare cu spate alb (Dendrocopos leucotos), ciocănitoarea de stejar (Dendrocopos medius), ciocănitoare neagră (Dryocopus martius), presură de grădină (Emberiza hortulana), șoim călător (Falco peregrinus), muscar-gulerat (Ficedula albicollis), muscar (Ficedula parva), sfrâncioc roșiatic (Lanius collurio), ciocârlie de pădure (Lullula arborea), pițigoi de munte (Parus montanus), pițigoi sur (Parus palustris), viespar (Pernis apivorus), ciocănitoare verzuie (Picus canus).
Pe lângă speciile protejate, pe teritoriul sitului au mai fost identificate 7 specii de plante, 2 specii de amfibieni, 4 specii de mamifere, 2 specii de nevertebrate, 3 specii de pești, 3 specii de reptile.